# Geoffroy le Rat
Geoffroy le Rat (overleden: 1207) was van 1206 tot zijn dood de dertiende grootmeester van de Orde van Sint-Jan van Jeruzalem. Hij volgde de afgezette Alfons van Portugal op.
Sinds het ontstaan van de Orde in het begin van de 12e eeuw was de Orde gestaag gegroeid in verschillende nationale groepen. Geoffoy ontwikkelde een systeem van nationale verenigingen binnen de Orde, de zogenaamde Langues. Deze langues waren weer onderverdeeld in priorijen en die weer in Balijen. Een landcommandeur stond aan het hoofd van zo'n Balij.
Geoffroy stierf een jaar na zijn benoeming, Pierre Guérin de Montaigu volgde hem op in 1207.